# José Neves
José Neves (Trancoso, 1965), é um actor português.

## Biografia
Iniciou a sua actividade no Grupo Aquilo – Teatro da Guarda e integrou o TEUC - Teatro dos Estudantes da Universidade de Coimbra em 1984. Trabalhou com os encenadores Adolfo Gutkin, A. Kowalski, Manuel Sardinha, Rogério de Carvalho. 
Com Ricardo Pais integrou o elenco de Fausto Fernando Fragmentos (Teatro Nacional D. Maria II), Amor de Perdição de António Emiliano e António Pinto Ribeiro (Teatro Nacional de São Carlos), Mandrágora de Maquiavel (A Escola da Noite) e Clamor de Luísa Costa Gomes (Teatro Nacional D. Maria II). Co-fundador do projecto A Escola da Noite, aí encenou Amado Monstro de Javier Tomeo, espectáculo inaugural da companhia. Integrou o elenco fixo do Teatro Nacional D. Maria II tendo participado, entre outros, em Ricardo II de Shakespeare e O Crime da Aldeia Velha de Bernardo Santareno (encenações de Carlos Avilez), O Avião de Tróia de Luiza Neto Jorge (encenação de Maria Emília Correia), Auto das Muy Desvairadas Partes de Gil Vicente (encenação de Ruy de Matos), Rei Lear de Shakespeare (encenação de Richard Cottrell), As Barcas de Gil Vicente (encenação de Giorgio Barberio Corsetti). 
No Teatro Nacional S. João participou em Os Gigantes da Montanha de Luigi Pirandello (encenação de Giorgio Barberio Corsetti). Foi dirigido por Jorge Silva Melo em A Queda do Egoísta Johan Fatzer de Brecht (1998).
Actor regular em produções televisivas, integrou o elenco de séries e novelas, como Tempo de Viver (2006), Amanhecer (2002) e Filha do Mar (2001), entre outras.
É também locutor de publicidade - desde 2014, é a voz de companhia da NOS.
É ator residente do Teatro Nacional D. Maria II.

## Televisão
- Todo o Tempo do Mundo TVI 1999/2000 'Diogo Sá Couto'
- Jardins Proibidos TVI 2000/2001 'André Cruz'
- Olhos de Água (telenovela) TVI 2001 'Sebastião Torres'
- Filha do Mar TVI 2001/2002 'Guilherme Marques de Oliveira'
- Amanhecer (telenovela) TVI 2002/2003 'Lucas Ramadas'
- Ninguém como Tu TVI 2005 'Afonso'
- Tempo de Viver TVI 2006/2007 'Sebastião Marques'
- Vila Faia RTP 1 2008/2009 'Miguel'

- Casos da Vida - Superior Interesse TVI 2008/2009 'João Castro'
- Pai à Força RTP 2009 a 2011 ' Filipe'
- Sol de Inverno (telenovela) SIC 2014 'Fernando'
- Mulheres TVI 2015 'Orlando'
- Vidas Opostas SIC 2018 Inspetor João
- Teorias da Conspiração RTP 2019
- Vizinhos Para Sempre TVI 2025 Custódio